# Tomka dhe shokët e tij
Tomka dhe shokët e tij ("Tomka e i suoi amici", conosciuto anche con i titoli Tomka and his Companions e Tomka and his friends) è un film del 1977, diretto da Xhanfise Keko. 

## Trama
Albania, 1943. Durante la guerra, un giorno, Tomka e gli altri bambini suoi amici, aggirandosi fra i ruderi, stanno raccogliendo proiettili, granate ed altro materiale bellico lasciato sul posto dopo l'occupazione italiana, quando sono sorpresi da un rumore sordo: è una colonna di carri armati tedeschi che sta avanzando. Mentre tornano a casa in fretta, incontrano Antonio, un italiano rimasto nel paese dopo la ritirata, che rischia di venir catturato: dopo aver appurato che non è fascista, i bambini gli offrono un nascondiglio.
I bambini hanno una venerazione per il movimento di resistenza, di cui molti dei loro parenti adulti fanno parte, e scherniscono apertamente i soldati collaborazionisti del movimento Balli Kombëtar; per di più i  nazisti appena entrati hanno occupato il loro usuale campo giochi (nonché il loro paese): mentre Antonio entra a far parte del Movimento di Liberazione Nazionale, i bambini iniziano una pericolosa collaborazione con i partigiani.
Tomka e i suoi piccoli amici, spesso rischiando la loro stessa incolumità, informano i partigiani sulla consistenza dei carri, delle auto, dei pezzi di artiglieria pesante in mano ai tedeschi, e alla fine rendono inoffensivo il cane da guardia dei nazisti, permettendo così ai resistenti di portare a segno con successo un pesante attacco al campo degli invasori.     

## Riconoscimenti
Il film è stato premiato al Giffoni Film Festival di Giffoni Valle Piana.